# Извалтская волость
Извалтская волость (латыш. Izvaltas pagasts) — одна из 26 территориальных единиц Краславского края Латвии. Граничит с Комбульской, Удришской и Шкелтовской волостями своего края, а также с Бикерниекской, Науенской и Амбельской волостями Даугавпилсского края. Административным центром волости является село Извалта.